# 索馬里國旗
索马里国旗自1954年10月12日起启用，由该国开国领导人之一的穆罕默德·阿瓦勒·利班设计。2012年8月1日，索马里政府改用蓝色深度进行加深后的新国旗。
根据利班所说，为了纪念联合国协助索马里从意大利托管地独立，因此索马里国旗的图案及用色与联合国旗帜极为相似。
索马里国旗的两种色彩中，蓝色寓意和平，白色代表协作。国旗上白色五角星的五个角分别代表索马里人聚居地在19世纪欧洲殖民统治非洲时期被瓜分的五个区，以及索马里民众寄托重新统一大索马里的心愿。
在1954年此旗帜使用之初，是设想作为索马里人的民族旗帜所使用的，1960年索马里独立后，升格为该国国旗。

## 使用禁忌
自1991年索马里兰单方面宣布脱离索马里后，索马里蓝底白星旗在当地被严禁绘制、展示。索马里兰公民若使用索马里国旗，会被判刑监禁；若索马里兰境内的外国公民使用索马里国旗，会被当局在48小时内驱逐出境。

## 相關旗幟

### 歷史國旗

#### 殖民地时期
- 英属索马里兰
1903年－1950年
- 英属索马里兰
1950年－1952年
- 英属索马里兰
1952年－1960年
- 意属索马里
1890年–1936年
- 意属東非
1936年–1941年
- 意屬索馬里亞託管地
1950年–1960年
- 意屬索馬里亞託管地
1950年–1960年
- 英國軍事佔領
1941年–1950年

#### 共和国时期
- 索馬利蘭國
1960年
- 索馬利亞共和國、索馬利亞民主共和國
1954年–2004年
- 索馬利亞共和國、索馬利亞過渡聯邦政府
2004年–2012年
- 索馬利亞聯邦共和國
2012年至今

### 地方旗幟
- 奥达兰
- 朱巴兰
- 西南索马里
- 希曼和赫布
- 加勒穆杜格
- 卡图莫
- 邦特兰
- 索马里兰（本身不承认）
- 这面旗帜属于西邦特兰，是加勒卡约区的一个半自治地区，以前称为塔纳德兰[6]

### 地方历史旗帜
- 未被承认的朱巴谷州的旗帜
- 未被承认的拉斯凯尔州的国旗
- 阿扎尼亚旗帜（英语：Flag of the Republic of Azania）[7][8][9][10][11][12][13][14]
- 朱巴兰旗帜，1998–1999年使用[15]
- 西南索马里2002年至2014年使用的旗帜
- 西南索马里2014年使用过的旗帜
- 马希尔
2007年7月1日至2008年5月1日
- 马希尔
- 加穆杜格的旗帜版本之一（2006年8月14日-2009年2月3日）
- 2006年至2009年间，加穆杜格还使用过索马里的国旗
- 加穆杜格旗帜（2009年2月3日[16]-2010年7月8日）
- 加勒穆杜格
（2010年7月8日至2015年6月17日）